# ゲルマー湖
ゲルマー湖 (ドイツ語: Gelmersee) は、スイスのベルナー・オーバーラントにある湖。水力発電貯水池であり、グリムゼル湖と同時に建設され、Kraftwerke Oberhasliが運営している。貯水量は1300万m³であり、表面積は0.645 km²。
湖は、1,412mにあるグッタネンのハンデグからゲルマーバーンで行くことが出来る。このケーブルカーは、長さ1,028mであり、最大勾配は106％にも達する。